# جیمز ترنر (تنیس‌باز)
 جیمز ترنر (انگلیسی: James Turner؛ زاده ۲ ژوئیهٔ ۱۹۶۵) یک تنیس‌باز اهل بریتانیا است.